# Tiempo (Zeitschrift)
Tiempo war ein wöchentlich erscheinendes spanisches Nachrichtenmagazin und wurde von Ediciones Zeta, S.A. in Madrid herausgebracht. Der Direktor war Jesús Rivasés.
Gegründet am 17. Mai im Jahre 1982 von Antonio Asensio, erschien die letzte Ausgabe im Januar 2018. Der Hauptsitz der Zeitschrift befand sich in Barcelona.

## Geschichte
Die Zeitschrift wurde am 17. Mai 1982 von Antonio Asensio Pizarro gegründet um eine politische Ergänzung zu der Zeitschrift Intervíu zu stellen, welche auch von der Gruppe Zeta veröffentlicht wurde. Der erste Redakteur war Julián Lago, welcher die Zeitschrift von 1982 bis 1987 leitete.
Mit José Oneto schlug die Zeitschrift eine neue Richtung ein. Sie erweiterte die behandelten Themen um Kultur, besondere Ereignisse, Erfolge, Wirtschaft, Sport sowie einen Promi-Teil. In den 80er sowie 90er Jahre war Tiempo eine der führenden Nachrichtenmagazine Spaniens. Dieser Titel wurde durch den European Business Readership Survey bestätigt. Letztlich wurde sie von Cambio 16 überholt, welche die Branche der wöchentlich erscheinenden Nachrichtenmagazinen dominierte.
In 1990 verlagerte der neue Redakteur Pedro Páramo den Fokus von Promi-Informationen auf soziale Angelegenheiten.
Zwischen 1999 und 2000 stellte Agustín Valladolid den neuen Redakteur. Zusammen mit Jesús Rivasés aktualisierte er die Zeitschrift und widmete ab dem 13. Juni 2000 der Wirtschaft mehr Aufmerksamkeit.
Im Januar 2007 mit der Entwicklung der digitalen Medien im Internet und der schwierigen Situation der Druckmedien schlug die Zeitschrift einen neuen Weg ein. Jesús Rivasés kam im September 2007 als Redakteur zurück und ersetzte Jesús Maraña. Letzterer war für die Berichterstattung über den Fall "Malaya" sowie den Waffenstillstand der ETA im Jahr 2006 verantwortlich.
Aufgrund anhaltender wirtschaftlicher Verluste stellte die Zeitschrift ihre Produktion im Januar 2018 ein.

## Auflage
1994 waren 141.000 Auflagen der Zeitschrift im Umlauf.
Im Juni 2011 hatte betrug die wöchentliche Auflagenzahl von 24.975 welche 2009 auf 31.680 Auflagen sank.
Anfang 2013 waren 29.229 Auflagen im Umlauf.

## Redakteure
- Julián Lago (1982–1987)
- José Oneto (1987–1997)
- Pedro Páramo (1997–1999)
- Agustín Valladolid (1999–2000)
- Jesús Rivasés (2000–2005)
- Jesús Maraña (2005–2007)
- Jesús Rivasés (2007–2018)